# جون نرس
جون نرس (بالإنجليزية: Jon Nurse)‏ هو لاعب كرة قدم باربادوسي في مركز الهجوم، ولد في 1 مارس 1981 في بريدج تاون في باربادوس. شارك مع منتخب باربادوس لكرة القدم. أما مع النوادي، فقد لعب مع ستيفيناغ بوروه ونادي بارنت ونادي فارنبوروه ونادي ليويس ونادي وكينغ.

## وصلات خارجية
- جون نرس على موقع قاعدة بيانات كرة القدم.إي يو (الإنجليزية)
- جون نرس على موقع ناشيونال فوتبول تيمز (الإنجليزية)
- جون نرس على موقع Soccerbase.com (لاعب) (الإنجليزية)
- جون نرس على موقع Soccerway.com (الإنجليزية)